# 安平 (臺南市地名)
安平，是臺灣臺南市安平區的一個傳統地域名稱，位於該區北部。日治時期初期的「安平街」，相較於今日行政區，其範圍大致包括王城里東半部、金城里東端、天妃里不含東北端及東南端。
廣義的「 安平」可指稱整個安平區，而狹義的「安平」指安平舊聚落一帶，古稱一鯤鯓、頭鯤鯓、大員。本條目所介紹者，以狹義的安平為主。
安平以市仔街（今天的延平街）為中心，自古分成6社，分別是海頭社、十二宮社、港仔尾社、囝仔宮社（妙壽宮社）、灰窯尾社與王城西社:296:203，至今雖不作為行政劃分，但在民間信仰仍扮演重要角色。隨著運河以南五期重劃區（安平新市區）的開發，於2000年代新增三鯤鯓社、華平社、興和宮社、億載社，形成10社。